# オーバリン大学
オーバリン大学〔別表記：オベリン大学〕（英語: Oberlin College）は、アメリカ合衆国オハイオ州オーバリンに本部を置くアメリカ合衆国のリベラル・アーツ・カレッジ大学。1833年創立、1833年大学設置。大学の略称はOC。
オハイオ州きっての名門リベラル・アーツ・カレッジであり、『USニューズ&ワールド・レポート』誌の大学ランキングでは、リベラル・アーツ・カレッジ部門のTop50を常に維持している。
1833年の設立以来、入学資格に性別や肌の色の制限を設けなかった大学として知られ、1833年に女性の学生を受け入れ、1835年に有色人種の学生を受け入れた。全米の多くのリベラル・アーツ・カレッジ同様少数精鋭制をとり、学生数は約3,000人である。また、全米でも指折りの音楽学校を併設している。
日本の桜美林大学（おうびりんだいがく）は、創立者の清水安三がオーバリン大学の卒業生であることから、これにちなんで校名としたものであり、また提携校ともなっている。同校の学校名の由来ではオベリンと表記している。

## 歴史

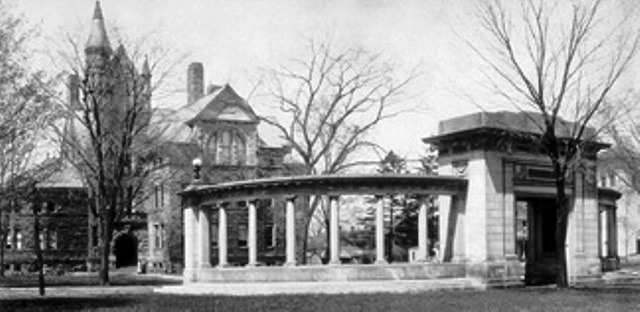
1909年のキャンパス

オーバリンの大学と町は、1833年に長老派教会の牧師によって設立され、アルザスの牧師ヨハン・フリードリヒ・オーベルリーンにちなんで命名された。大学は第2代学長チャールズ・フィニーによって傑出した地位を得、カレッジのチャペルの一つはフィニーの名が付けられている。

## 著名な出身者
卒業生は、ノーベル賞受賞者、俳優・映画監督のオーソン・ウェルズ、駐日大使を務めた日本学者エドウィン・O・ライシャワー、ジョギングの提唱者であるジム・フィックスなど多彩である。
- 岡田実麿 - 第一高等学校（現東京大学）教授
- モーゼス・フリート・ウォーカー - 野球選手
- ジョン・カザール - 俳優
- ダニエル・キンゼイ - 陸上競技選手、体育教育者
- イライシャ・グレイ - 発明家・技術者
- ウィラード・ヴァン・オーマン・クワイン - 哲学者
- スタンリー・コーエン - 生化学者
- ジェイコブ・ドルソン・コックス - 法律家、軍人、政治家、第28代オハイオ州知事、第10代アメリカ合衆国内務長官
- ウィリアム・ゴールドマン - 脚本家・小説家・劇作家
- デイヴィッド・ジンマン - 指揮者、ヴァイオリニスト
- ロバート・ジャーヴィス - 政治学者
- トレイシー・シュヴァリエ - 小説家
- ウィリアム・グラント・スティル - 作曲家
- ロジャー・スペリー - 心理学者
- ドナルド・ソボル - 小説家
- エマニュエル・ドンガラ - コンゴ共和国の小説家
- ジム・フィックス - ジョギングの提唱者
- エイヴリー・ブルックス - 俳優
- ジョージ・ハーバート・ミード - 心理学者
- ポール・ゴールビー・クレッセー - 社会学者
- ロバート・ミリカン - 物理学者、1923年ノーベル物理学賞受賞者
- ロロ・メイ - 心理学者
- エドゥアルド・モンドラーネ - モザンビークの独立指導者、モザンビーク解放戦線（FRELIMO）初代書記長
- デイヴィド・ルイス - 哲学者
- ソーントン・ワイルダー - 小説家、劇作家
- 天木直人 - 外交官
- エドウィン・O・ライシャワー - 元駐日大使
- ジョシュア・アングリスト（英語版） - 経済学者
- マーサ・ルート（英語版） - 著名なバハーイー、大業の翼成者（英語版）
- 蕭美琴 - 中華民国立法委員、駐米代表